# Фентоламин
Фентоламин (Phentolaminum). 2-[N-пара-толил-N-(мета-оксифенил)- аминометил]-имидазолина гидрохлорид. Производится в виде фентоламина гидрохлорида (Phentolamini hydrochloridum).

## Общая информация
Белый или слегка кремовый кристаллический порошок. Малорастворим в воде, трудно — в спирте.
Фентоламин является синтетическим соединением, одним из основных представителей современных α-адреноблокаторов. Препарат оказывает неизбирательное a-адреноблокирующее действие, влияя одновременно на постсинаптические α1-и пресинаптические α2-адренорецепторы.
Основанием к применению фентоламина, так же как и других α-адреноблокаторов, в качестве лекарственного вещества является блокирующее влияние на передачу адренергических сосудосуживающих импульсов, что приводит к снятию спазмов и расширению периферических сосудов, особенно артериол и прекапилляров, улучшению кровоснабжения мышц, кожи, слизистых оболочек; вызывает понижение артериального и венозного давления.
Применяет фентоламин при расстройствах периферического кровообращения (болезнь Рейно, эндартериит, акроцианоз, начальные стадии атеросклеротической гангрены), при лечении трофических язв конечностей, вяло заживающих ран, пролежней, отморожений, а также при феохромоцитоме. Фентоламин уменьшает прессорное действие норадреналина, а также уменьшает или извращает прессорное действие адреналина (на фоне α2-адреноблокаторов адреналин не повышает, а снижает артериальное давление). Этот парадоксальный эффект связан с тем, что при блокаде a-адренорецепторов проявляется стимулирующее действие адреналина на β2-адренорецепторы сосудов, что приводит к расширению сосудов и снижению артериального давления. Вследствие повышения концентрации адреналина в крови гипотензивное действие фентоламина при феохромоцитоме значительно усиливается, что может быть использовано для диагностики феохромоцитомы.
Имеются указания, что фентоламин и другие a-адреноблокаторы (пирроксан) усиливают секрецию инсулина, вследствие чего они могут быть полезными у больных сахарным диабетом с повышенной секрецией адреналина.
Назначают фентоламина гидрохлорид внутрь в виде таблеток: взрослым по 0,05 г, детям по 0,025 г 3—4 раза в день (после еды); в более тяжёлых случаях дозу увеличивают до 0,1 г (взрослым) 3—5 раз в день. Курс лечения продолжается 3—4 нед.
При применении фентоламина, так же как и других α-адреноблокаторов, следует учитывать, что передозировка может привести к развитию ортостатического коллапса.
В связи с неизбирательным действием при применении фентоламина наблюдается ортостатическая гипотензия, тахикардия, аритмия, головокружение, покраснение и зуд кожи, набухание слизистой оболочки носа, тошнота, рвота, диарея. Эти явления проходят при уменьшении дозы или перерыве в приёме препарата.
```
    Rp.: Tab. Phentolamini 0,025 N. 30
         D. S. По 2 таблетке 3 раза в день (после еды)
```

3а рубежом фентоламин выпускается также в ампулах для инъекций. Инъекционный препарат применяют при гипертонических кризах, нарушениях периферического кровообращения. Имеются данные о внутривенном введении препарата (10 мг в 20 мл изотонического раствора натрий хлорида; скорость введения — 1,3 мг в минуту или капельно по 10 мг/ч) в качестве периферического вазодилататора при острой сердечной недостаточности и при артериальной гипертензии в остром периоде инфаркта миокарда. Следует, однако, учитывать возможность развития тахикардии.
Имеются данные о применении фентоламина при атриовентрикулярной блокаде у детей. Препарат назначают в дозе 1 мг/кг в сутки (в 4 приёма). Наблюдали положительный эффект, особенно при выраженной брадикардии.

## Противопоказания
Препарат противопоказан при резких органических изменениях сердца и сосудов: артериальная гипотензия, стенокардия, перенесённый инфаркт миокарда.

## Форма выпуска
Формы выпуска фентоламина гидрохлорида: порошок и таблетки по 0,025 г (25 мг).

## Хранение
Хранение: список Б. В защищённом от света месте.